# Józef Malicki
Józef Malicki  herbu Junosza, z m. Uherce Mineralne i z Malic
(zm. 1787) – kasztelan sanocki w latach 1766–1769, podkomorzy sanocki w latach 1765–1766, chorąży sanocki w latach 1758–1765, stolnik sanocki w latach 1750–1758, skarbnik sanocki w latach 1748–1750, pisarz grodzki sanocki w latach 1741–1758, sędzia kapturowy ziemi sanockiej w 1764 roku, porucznik chorągwi pancernej starosty sanockiego Mniszcha w Pułku Najjaśniejszego Króla w 1760 roku.

## Życiorys
Konsyliarz konfederacji Czartoryskich w 1764 roku. Poseł z województwa ruskiego, (1764 r.), właściciel Uherc Mineralnych i kilku wsi bieszczadzkich.
Był posłem na sejm konwokacyjny 1764 roku z ziemi sanockiej. W 1764 roku był elektorem Stanisława Augusta Poniatowskiego z województwa ruskiego. W 1766 roku został wyznaczony senatorem rezydentem.
W 1767 roku przystąpił do konfederacji radomskiej.
Wspomniany w Złotej Księdze Szlachty Polskiej.
Ufundował i przeznaczył plac leżący w bezpośrednim sąsiedztwie swojego dworu w 1745 r. na parafię rzymskokatolicką i kościół w Uhercach ukończony w 1757 r., przy współudziale ks. Jakuba Jaworskiego.
Zdaniem Kacpra Niesieckiego: "dobry senator, prawy obywatel".